# Johan Porras
Pour les articles homonymes, voir Porras.
Porras  Caballero est un nom espagnol. Le premier nom de famille, en général paternel, est Porras ; le second, en général maternel, souvent omis, est Caballero.
Johan Fernando Porras Caballero, né le 3 janvier 2002, est un coureur cycliste colombien. 

## Biographie
En mai 2022, il termine deuxième du championnat panaméricain du contre-la-montre dans la catégorie espoirs (moins de 23 ans), derrière son compatriote Juan Manuel Barboza,.

## Palmarès
- 2022
  - 2e du championnat de Colombie du contre-la-montre espoirs
  -  Médaillé d'argent du championnat panaméricain du contre-la-montre espoirs